# Новая Петровщина
Новая Петровщина (укр. Нова Петрівщина) — село,
Гильцовский сельский совет,
Чернухинский район,
Полтавская область,
Украина.
Код КОАТУУ — 5325181303. Население по переписи 2001 года составляло 106 человек.

## Географическое положение
Село Новая Петровщина находится на расстоянии в 2,5 км от сёл Богодаровка и Гильцы.
По селу протекает пересыхающий ручей с запрудой.